# Ptilogyna bicolor
Ptilogyna bicolor är en tvåvingeart som först beskrevs av Pierre Justin Marie Macquart 1838.
Ptilogyna bicolor ingår i släktet Ptilogyna och familjen storharkrankar. Inga underarter finns listade i Catalogue of Life.